# 동락천
동락천(東洛川)은 인천광역시 강화군 강화읍 국화리에서 발원하여 강화읍 갑곶리에서 강화해협으로 유입하는 하천이다. 강화읍 관청리 강화문화원 부근에서 하구 인근까지 3.35 km는 지방하천으로 관리되고 있다. 고려산에서 국화저수지까지는 고비천으로 불리고, 국화저수지에서 강화읍내를 관통하는 구간까지는 국화천(菊花川)으로 불린다. 고비천은 1.772 km 구간이, 국화천은 2.0 km 구간이 강화군의 소하천으로 관리되고 있다. 강화산성 내성의 강화석수문이 이 하천에 대한 수문이다.

## 지류
- 동락천
  - 청련천: 고려산 청련사(靑蓮寺) 인근에서 국화저수지 서쪽 입구까지 흐르는 하천으로, 그 중 1.2 km 구간은 강화군의 소하천으로 관리되고 있다.[3]
  - 진고개천: 국화저수지보다 동쪽으로 떨어진 곳에서 합류한다.[2] 진고개는 강화읍과 송해면의 경계를 이루는 언덕으로[4], 높지는 않지만 길어서 긴고개라 한 것이 구개음화로 진고개라 불리게 된 듯하다.[5]
  - 약수천: 남산에서 발원하여 북쪽으로 흐르다가, 국화저수지보다 동쪽으로 떨어진 곳에서 동락천으로 합류한다.[2]
  - 선행천
    - 남산천

  - 창곡천: 선원면 창리를 관통하는 하천으로, 그 중 창리 579에서 창리 208-2까지 2.125 km 구간은 강화군의 소하천으로 관리되고 있다.[6] 창곡(倉谷)은 창2리의 마을 이름으로, 고려 고종 때 성을 쌓고 창고를 두었다고 한다.[7]

## 참고 문헌
- 김병욱 외 (2015). 《인천의 지명 (하)》. 인천: 인천광역시 시사편찬위원회.
- 문상범 외 (2005). 《인천의 산과 하천》. 인천: 인천광역시 역사자료관 역사문화연구실.